# Witgchouras

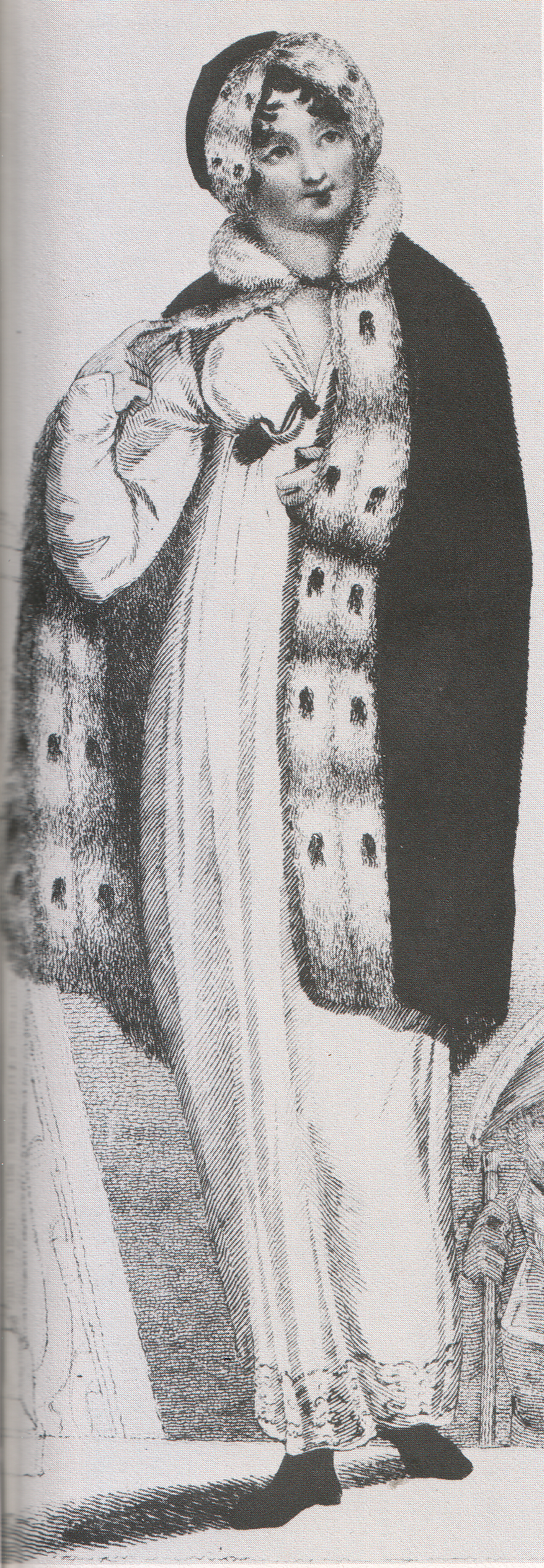
Als „Witzschoura“ bezeichnetes Hermelincape (1810)
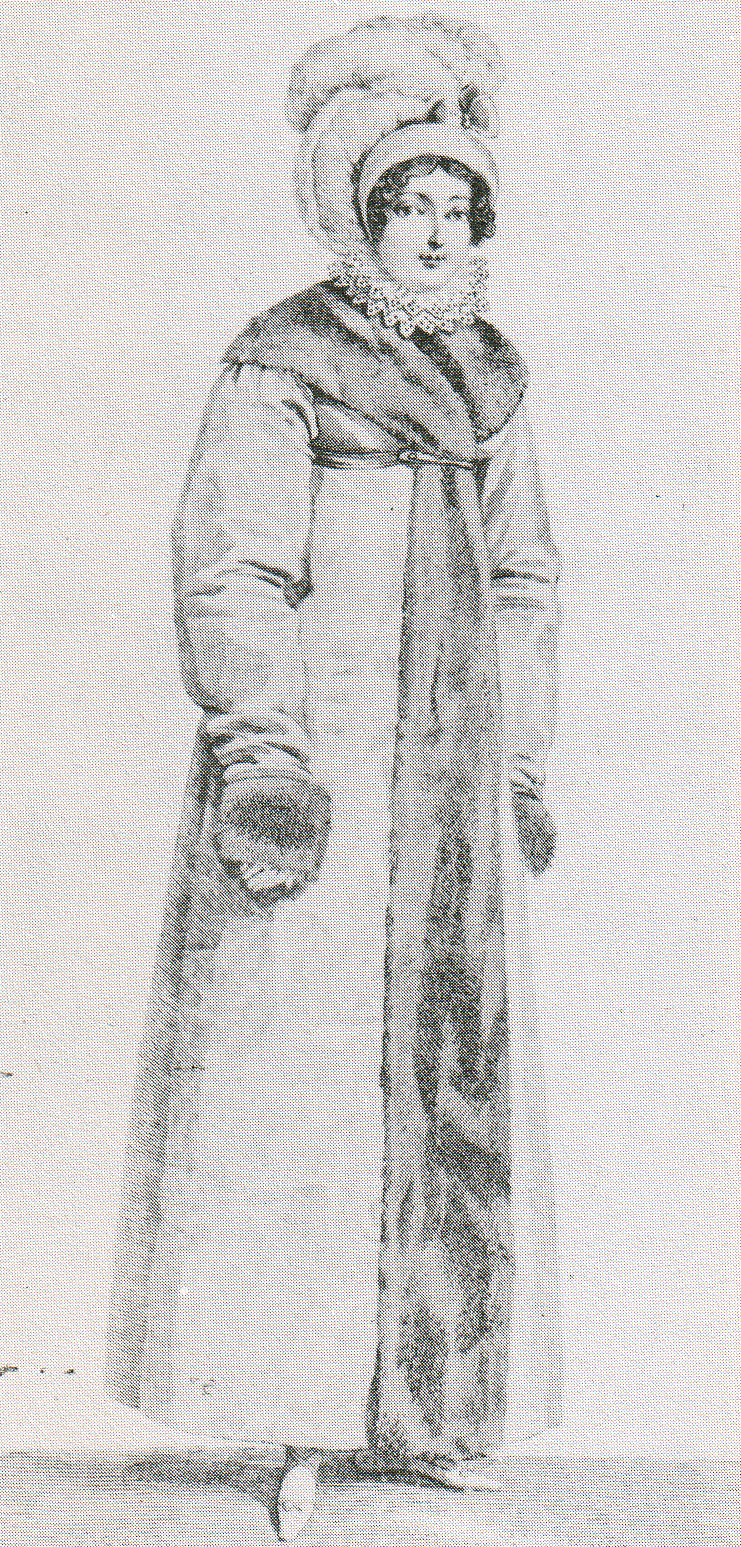
„Modische Witzschoura“, ein „reich mit Fehfell“ besetzter Mantel (1815)

Als Witgchouras oder Witzschoura(s) wurde ein mit Pelz gefütterter Damenmantel bezeichnet, der etwa Anfang des 19. Jahrhunderts aktuell war.
Die amerikanische Modeautorin und -zeichnerin Wilcox verortete das erste Erscheinen einer „witzchoura“ ins Wien des Jahres 1808, für die Epoche des Empire typisch pelzgefüttert, mit Stehkragen, vielleicht mit einem Überwurf aus einem oder zwei Capes. Sie meinte dazu, niemand könne leugnen, dass der Stil gut in die martialische Atmosphäre der Zeit passte, die Periode der Napoleonischen Kriege.
Nebenstehend sind zwei, sehr unterschiedliche Damenoberbekleidungen, beide, in englisch als „witzschoura“ bezeichnete Pelze, aus dem ersten Jahrzehnt des 19. Jahrhunderts abgebildet. Die Dame links trägt ein über die Hüften herabreichendes ärmelloses Cape, das mit Hermelinfell oder Hermelinimitat gefüttert und breit verbrämt ist, dazu eine passende Mütze, die Dame rechts einen ebenso üppig besetzten Mantel. Auf französischen Modedrucken findet sich auch die Schreibung „Witz-choura“ (1814).
Marcel Sexé beschrieb die Witgchouras als einen mit Sealskin ausgefütterten Mantel, in Mode gebracht durch den Franzosen Suvaroff. Als Sealskin wird das Fell der Bärenrobbe bezeichnet, bei dem das steife Oberhaar entfernt wurde, so dass nur die weiche Unterwolle verbleibt. Das Fell wurde zu jener Zeit immer schwarz gefärbt verarbeitet.
Paul Lacroix berichtete über das Kleidungsstück: „Im Jahre 1809 erinnerten sich die Pariserinnen nicht mehr daran, dass sie früher dem Winterfrost in ihren leichten Gewändern die Stirn geboten hatten, jetzt hüllten sie sich in Pelze, die sie mit dem seltsamen, unaussprechlichen Namen »Witgchouras« benannten, setzten Pelzhüte auf, die ihnen das halbe Gesicht bedeckten, und schienen selbst im Sommer zu frieren“.
Das Wort stammt aus dem Polnischen, wo es wilczura (wilˈt̯ʈ͡ʂura) heißt, abgeleitet von „wilk“ (pl., Wolf). Andere Quellen leiten Witgchouras oder Witzschoura als aus dem Russischen stammend ab, einen Pelzmantel bezeichnend.